# 蛋白激酶
蛋白激酶（英語：protein kinase）是使蛋白质磷酸化的一类磷酸转移酶；与之功能相对的是蛋白磷酸酶（protein phosphatase），后者負责蛋白质的脫磷酸化。
蛋白质的磷酸化决定蛋白质的构造和活性，影响细胞內讯息传递过程，以对外在刺激作出适当反应。
人类基因組内共含有约500个蛋白激酶基因，占人类基因的约2%。

## 蛋白激酶A
蛋白激酶A（Protein kinase A，简称PKA），也稱為环磷酸腺苷依賴蛋白激酶（cAMP-dependent protein kinase、簡稱cAPK）。是一種酵素，其活性依賴於細胞中环磷酸腺苷（cAMP）的含量。
PKA是一個全酵素（holoenzyme，由許多次單位組成，是完整的且有作用的酵素），它包含了兩個調控次單位以及兩個代謝次單位。當細胞中的cAMP較少時，PKA雖然會暫時失去活性，但仍然可以保持結構完整。當cAMP濃度增加，cAMP會接上位於兩個調控次單位上的活性區（Binding site），並使蛋白激酶A的構形改變，進而將兩個代謝次單位釋放。自由的代謝次單位，則可以參與一些化學反應。